# Adil Tahif
Adil Tahif (in arabo عادل تحيف‎?; Casablanca, 24 febbraio 2001) è un calciatore marocchino, difensore del RS Berkane.

## Carriera

### Club
Tahif è cresciuto nel settore giovanile dell'Académie Mohammed VI, che ha lasciato nel 2019 per firmare con gli spagnoli del Leganés. Nel 2020 è stato assegnato alla squadra riserve, dova ha disputato una stagione in Tercera División.
Nel 2021 è tornato in Marocco dove è stato messo sotto contratto dal Chabab Mohammedia. Ha debuttato in Botola 1 Pro il 28 settembre nell'incontro pareggiato 0-0 contro il Rapide Oued Zem ed il 25 febbraio 2022 ha segnato il suo primo gol, sempre contro il Rapide Oued Zem.
Al termine della stagione è passato a titolo definitivo al RS Berkane.

### Nazionale
Ha giocato nelle nazionali giovanili marocchine Under-17, Under-20 ed Under-23.
Ha debuttato con la nazionale marocchina il 23 agosto 2022 nell'incontro amichevole vinto 3-0 contro la Giamaica.

## Statistiche

### Presenze e reti nei club
Statistiche aggiornate al 21 luglio 2024.
| Stagione        | Squadra           | Campionato      | Campionato | Campionato | Coppe nazionali | Coppe nazionali | Coppe nazionali | Coppe continentali | Coppe continentali | Coppe continentali | Altre coppe | Altre coppe | Altre coppe | Totale | Totale | Totale |
| Stagione        | Squadra           | Comp            | Pres       | Reti       | Comp            | Pres            | Reti            | Comp               | Pres               | Reti               | Comp        | Pres        | Reti        | Pres   | Reti   |        |
| --------------- | ----------------- | --------------- | ---------- | ---------- | --------------- | --------------- | --------------- | ------------------ | ------------------ | ------------------ | ----------- | ----------- | ----------- | ------ | ------ | ------ |
| 2020-2021       | Leganés B         | TD              | 15         | 2          |                 | -               | -               |                    | -                  | -                  |             | -           | -           | 15     | 2      |        |
| 2021-2022       | Chabab Mohammedia | B1              | 23         | 1          | CM              | 0               | 0               |                    | -                  | -                  |             | -           | -           | 23     | 1      |        |
| 2022-2023       | RS Berkane        | B1              | 22         | 1          | CM              | 1               | 0               | CCC                | 2                  | 0                  |             | -           | -           | 25     | 1      |        |
| 2023-2024       | RS Berkane        | B1              | 22         | 1          | CM              | 1               | 0               | CCC                | 11                 | 3                  |             | -           | -           | 34     | 4      |        |
| Totale carriera | Totale carriera   | Totale carriera | 82         | 5          |                 | 2               | 0               |                    | 13                 | 3                  |             | -           | -           | 97     | 8      |        |

### Cronologia presenze e reti in nazionale
| Cronologia completa delle presenze e delle reti in nazionale ― Marocco | Cronologia completa delle presenze e delle reti in nazionale ― Marocco | Cronologia completa delle presenze e delle reti in nazionale ― Marocco | Cronologia completa delle presenze e delle reti in nazionale ― Marocco | Cronologia completa delle presenze e delle reti in nazionale ― Marocco | Cronologia completa delle presenze e delle reti in nazionale ― Marocco | Cronologia completa delle presenze e delle reti in nazionale ― Marocco | Cronologia completa delle presenze e delle reti in nazionale ― Marocco |
| Data                                                                   | Città                                                                  | In casa                                                                | Risultato                                                              | Ospiti                                                                 | Competizione                                                           | Reti                                                                   | Note                                                                   |
| ---------------------------------------------------------------------- | ---------------------------------------------------------------------- | ---------------------------------------------------------------------- | ---------------------------------------------------------------------- | ---------------------------------------------------------------------- | ---------------------------------------------------------------------- | ---------------------------------------------------------------------- | ---------------------------------------------------------------------- |
| 23-8-2022                                                              | Vienna                                                                 | Giamaica                                                               | 0 – 3                                                                  | Marocco                                                                | Amichevole                                                             | -                                                                      | 60’                                                                    |
| Totale                                                                 |                                                                        | Presenze                                                               | 1                                                                      |                                                                        | Reti                                                                   | 0                                                                      |                                                                        |

## Palmarès

### Club

#### Competizioni nazionali
- Campionato marocchino: 1

RS Berkane: 2024-2025

#### Competizioni internazionali
- Supercoppa CAF: 1

RS Berkane: 2022
- Coppa della Confederazione CAF: 1

RS Berkane: 2024-2025